# Ulica Chylońska w Gdyni
Ulica Chylońska w Gdyni – ulica w gdyńskich dzielnicach: Chylonia i Cisowa. Stanowi wewnętrzną drogę średnicową dla tych dzielnic. Ma ona długość 3,6 km i przez większą część trasy prowadzi równolegle do ul. Morskiej, z którą też łączy się z obu stron.

## Ludność
Ulica Chylońska ma najwięcej mieszkańców w całym Trójmieście. W czwartym kwartale 2016 r. liczba osób zameldowanych wynosiła 7046.

## Wydarzenia kulturalne
6 czerwca 2009 zorganizowane zostało pierwsze Święto ulicy Chylońskiej, czyli przemarsz parady zakończony festynem i występami artystów w Parku Kilońskim. Przedsięwzięcie organizowane jest z inicjatywy i budżetu Rad Dzielnic Chylonia i Cisowa. Jest to największe wydarzenie tego typu w Gdyni. Bierze w nim udział wielu mieszkańców miasta. W 2017 w Radzie Dzielnicy Chylonia powstała komisja doraźna mająca na celu odświeżyć jego formułę – jej głównym zadaniem jest doprowadzenie do konkursu ofert, w którym wybrany zostanie nowy organizator przedsięwzięcia.

## Historia
Do roku 1930 ulica Chylońska była częścią Szosy Gdańskiej. Wraz ze wzrostem natężenia ruchu i rozwojem dzielnicy Chylonia potrzebna była dla niej trasa obwodowa, dlatego też zdecydowano się na wybudowanie nowego fragmentu drogi. Przejął on rolę drogi z Wejherowa, Redy oraz Rumi do Gdyni oraz Gdańska (ulica Morska). Podczas okupacji Niemcy zmienili nazwę ulicy na Neustädter Straße.

## Zabytki oraz ważne budynki
W związku z faktem, że przez długi czas ulica Chylońska była głównym traktem wsi – a później dzielnicy – Chylonia, znajdują się przy niej obiekty i zabytki:
- nr 25 – oberża Thymiana
- nr 27 – karczma Vossa
- nr 28 – dawny młyn
- nr 33 – kamienica Miotków
- nr 42 – przedwojenne kino Lily (późniejszy Promień)
- nr 76 – dawny posterunek żandarmerii
- nr 112A – willa z 1931 r.
- nr 124 – Urząd Pocztowy nr 4 (dawniej na Placu Dworcowym)
- nr 141 – Lipowy Dwór
- nr 227 – SP 31, Gimnazjum 12

## Komunikacja miejska
Na przystankach przy ulicy Chylońskiej zatrzymują się trolejbusy 22, 27, 28, 710 oraz autobusy N20. Po ulicy kursują także linie autobusowe 102, 114, 159, 173, 191, 288, jednak nie zatrzymują się przy niej na żadnym przystanku.